# Saccharum strictum
Saccharum strictum är en gräsart som först beskrevs av Nicolaus Thomas Host, och fick sitt nu gällande namn av Spreng.. Saccharum strictum ingår i släktet Saccharum och familjen gräs. Inga underarter finns listade i Catalogue of Life.